# Aris Leeuwarden in het seizoen 2016-17
Het seizoen 2016-17 van Aris Leeuwarden wordt het 13e seizoen van de basketbalclub uit Leeuwarden. 

## Team

### Transfers
| Speler                | Komt van               |
| --------------------- | ---------------------- |
| Meshack Lufile        | Cape Breton University |
| Jordan Gregory        | Rockhampton Rockets    |
| Patrick Frimpong      | CBV Binnenland         |
| Craig Osaikhwuwuomwan | Landstede Basketbal    |
| Dexter Hope           | Donar                  |

| Speler       | Vertrokken naar |
| ------------ | --------------- |
| Javier Duren |                 |

2014/15· 2015/16 · 2016/17 · 2017/18 · 2018/19 · 2019/20